# Нанагулян, Гарник Ашотович
Га́рник Ашо́тович Нанагуля́н (арм. Գառնիկ Նանագուլյան, 25 января 1953, Ереван) — армянский политический деятель и дипломат.
- 1960—1970 — физико-математическую школу № 132 с золотой медалью.
- 1970—1975 — физический факультет Ереванского государственного университета.
- С 1975 — работал в военно-промышленном предприятии, одновременно преподавал в школе № 132.
- 1978—1982 — работал в центральном комитете комсомола Армянской ССР заведующим отдела науки.
- 1982—1985 — учился в Московской дипломатической академии.
- 1985—1992 — работал в министерстве иностранных дел Армянской ССР.
- 1992—1996 — был чрезвычайным посланником Армении в США.
- С февраля 1996 — был чрезвычайным и уполномоченным послом Армении в Канаде.
- 1996—1997 — министр торговли, обслуживания и туризма Армении.
- 1997—1998 — министр торговли и промышленности.
- C 1998 — исполнительный директор фонда армянской помощи.